# Dysart
Dysart (; gaélique écossais : Dìseart) est une ancienne ville royale située sur la cote sud-est entre Kirkcaldy et West Wemyss dans le comté de Fife. La ville est maintenant considérée comme une banlieue de Kirkcaldy. Dysart était une partie d'un fief plus étendu possédé par la famille St Clair ou Sinclair. Ils permirent à la ville d'accéder au statut de ville de Baronie (en) à la fin du XVe siècle.
La première trace écrite du nom de la ville date du début du XIIIe siècle avec l'installation de civils à la suite d'une affaire réglée entre l’Église et les propriétaires terriens. Durant la moitié du XVe siècle, le commerce avec les Low countries débuta sur la base de l'exportation du sel et du charbon. Aux XVIe et XVIIe siècles, le commerce se développa vers les pays baltes. Dysart y acquit deux surnoms : « Salt Burgh » et « Little Holland ».
À la suite de la fermeture du puits de la « Lady Blanche », la ville fut incorporée dans la ville royale de Kirkcaldy par un acte du parlement de 1930. La rénovation urbaine qui s'étendit entre les années 1950 et 1960, fit qu'une part importante de la ville historique a été démolie au profit de la construction d'habitations nouvelles. Malgré la demande pour des logements résidentiels, les bâtiments historiques, essentiellement du XVIe siècle et du XVIIIe siècle, (dont les maisons de Pan Ha' de l'autre côté du port), furent sauvegardées et préservées pour les générations futures. Aujourd'hui, Dysart garde un caractère particulier dans les limites du voisinage de Kirkcaldy.

## Histoire
Le dicton local “as old as the three trees of Dysart” (Aussi vieux que les trois arbres de Dysart) peut être une preuve de l'existence très ancienne de la ville.
Le nom de Dysart est considéré comme ayant deux origines possibles - soit du mot latin deserta signifiant the fasting place of a holy man (le lieu du jeûne d'un saint homme) en référence à la légende de saint Serf qui vint à Dysart vers 500 AD ou du mot celtique dys-ard qui veut dire height of god (à hauteur de dieu),,.
Selon le recensement des ministres du culte des paroisses de 1793 et de 1836, le nom viendrait du mot gaélique « Dus-ard » qui veut dire le « the temple of the most high »(Le temple du plus haut). Néanmoins, l'enfant le plus fameux de Dysart, le Dr John Stuart exprime ses pensées à propos de l'origine du nom.
« "We learn from an early life of St Serf that he won’t resort to cell or caves for the purpose of devotion, and that while in one of the latter “in deserto’ he was assaulted by the devil, who wished to engage him in a religious disruption” (Nous avons appris de la jeunesse de saint Serf qu'il avait acquis le droit d'installer et de creuser des cellules pour ses dévotions et que lors de son séjour dans l'un de ses isolements, il fut assailli par le démon qui voulut l'entrainer à quitter la vie religieuse) »
Avant le XVIe siècle, peu de choses sont connues à propos des évènements qui concernent la ville. La première trace écrite de l'existence de la ville est un document concernant une décision du pape entre l'Église de Dysart et l'abbaye de Dunfermline datant de 1220,. Un autre enregistrement suivit en 1245, cette fois, à propos de la consécration de l'église de Dysart entreprise par David de Bernham de St Andrews. le rôle initial de la ville, comme de nombreuses communes d'Écosse fut de servir pour l'Église et les propriétaires terriens lors des affaires civiles et les transactions individuelles sur la propriété,.
Le premier port daterait de 1450. Il permit l'exportation du charbon et du sel vers les villes partenaires du commerce des basses vallées, en:Low Countries. Un port artificiel fut alors construit mais ne pouvait être utilisé qu'à marée basse avec un espace très restreint. Les dommages causés à la jetée, qui était connue comme la partie Est du port de Dysart (east haven of Dysart) entraina la fermeture temporaire du fonctionnement du port au milieu du XVIIe siècle. Le port fut ensuite reconstruit en 1829-31 avec l'aide de Robert Stephenson, pour comprendre un bassin intérieur avec une carrière à proximité de la tête du port et une extension du bassin de l'Est, qui puisse être rehaussé et dirigé vers le Sud,.
Durant le XVIe et le XVIIe siècle, La ville vécut des temps difficiles avec de nombreux résidents et en particulier les marins tués lors des guerres de skippers de " covenanting "(1644–1645) et les 5 années d'occupation d'Oliver Cromwell entre 1651 et 1656. Toutefois le commerce du sel fut bénéfique pour la ville avec deux partenaires commerciaux, – la Hollande et les Pays baltes dont la production augmenta vigoureusement entre 1570 et 1630. En conséquence, la ville fut gratifiée de deux surnoms salt burgh(la ville du sel) (pour son industrie du sel permettant de conserver le poisson frais pour l'exportation) et plus tard Little Holland (petite Hollande) (pour l'influence hollandaise sur l'architecture de Dysart inspirée par les armateurs qui vinrent là),,.
Le premier puits de charbon de la ville, connu comme la "dame Blanche" (Lady Blanche) fut ouvert vers la fin du XVIe siècle. Deux nouveaux puits – Frances and Randolph – suivirent au milieu du XVIIe siècle et le commerce du charbon succéda au sel,. Pendant ce temps, le port était ressuscité avec les importations de vin et d'alcool qui étaient revendus dans les autres ports de Leith, Dundee and Perth.
Vers 1920, les propriétaires du port (la compagnie minière "Earl of Rossyln's Coal Company"), mirent la pression sur le conseil municipal de la ville pour approfondir le port pour y accueillir des bateaux plus gros. La municipalité fut conduite à la ruine financière après le refus de la compagnie d'exploitation de payer les surcouts des travaux qui dépassaient 500 £ . De nombreux bateaux allèrent plutôt à Buckhaven et à Methil (en), où ils bénéficiaient d'une rotation plus rapide qu'à Dysart. La fermeture de la veine Lady Blanche en 1929, insuffisamment rentable, mit un terme au commerce du charbon local dans le port,,. Le manque de revenus du port de Dysart força la ville à fusionner avec Kirkcaldypar un acte privé du parlement datant de 1930.
Aujourd'hui, Dysart est considéré comme la banlieue Nord-est de Kirkcaldy et le village constitue l'une des 48 zones protégées du comté de Fife. Les traces importantes dans le village comprennent l'influence des Hollandais sur l'architecture des maisons du quartier de « Pan Ha » ; la tour de l'église St Serf à six étages ; le « Dysart "Tolbooth » et le mécanisme à engrenage de Francis Collery, qui est situé à la limite nord-est. Un programme de 11 millions £ de livres a débuté de la part du « Townscape Heritage Initiative (THI) » et du « Conversation Area Grants Scheme » (CARS) pour restaurer Dysart sur une période de cinq ans et qui devrait être terminé en 2014. Il comportera la restauration des bâtiments historiques et des structures comme le Dysart Tolbooth et le port de Dysart et fournir aussi les nouvelles habitations nécessaires et l'aménagement de l'environnement.

## Gouvernance
Le clan Sinclair ou famille St Clair avaient acquis la position de supérieur féodal ou de barons de la ville et de l'État de Dysart depuis 1407,.
Ils sont responsables de l'acquisition du statut de ville de baronie vers la fin du XVe siècle,. Le statut de ville Royale de la ville a longtemps été discuté. La raison principale en était que la ville était un centre commercial. La Charte manquante fut confirmée seulement par la garantie de James VI en 1587. Toutefois le titre était concédé à Dysart en 1594 avec le privilège de siéger au parlement,.
À l'origine, l'église de St Serf fut un lieu de réunion du conseil municipal jusqu'à la construction de l'hôtel de ville de Dysart en 1877. Le prévôt et le conseil municipal se rassemblèrent en ces lieux une fois par semaine jusqu'à la fin du statut de ville royale, quand la ville fut incorporée dans celle de Kirkcaldy en 1930.
Les armes de la ville étaient représentées par un chêne. Ceci fait référence dans la mémoire aux trois arbres plantés dans la forêt de Dysart par les trois frères Sinclair. Selon une légende, une nuit dans la forêt, les frères furent dévalisés et s'entretuèrent. Le reste de la forêt de Dysart est probablement Ravenscraig Park.

## Monuments

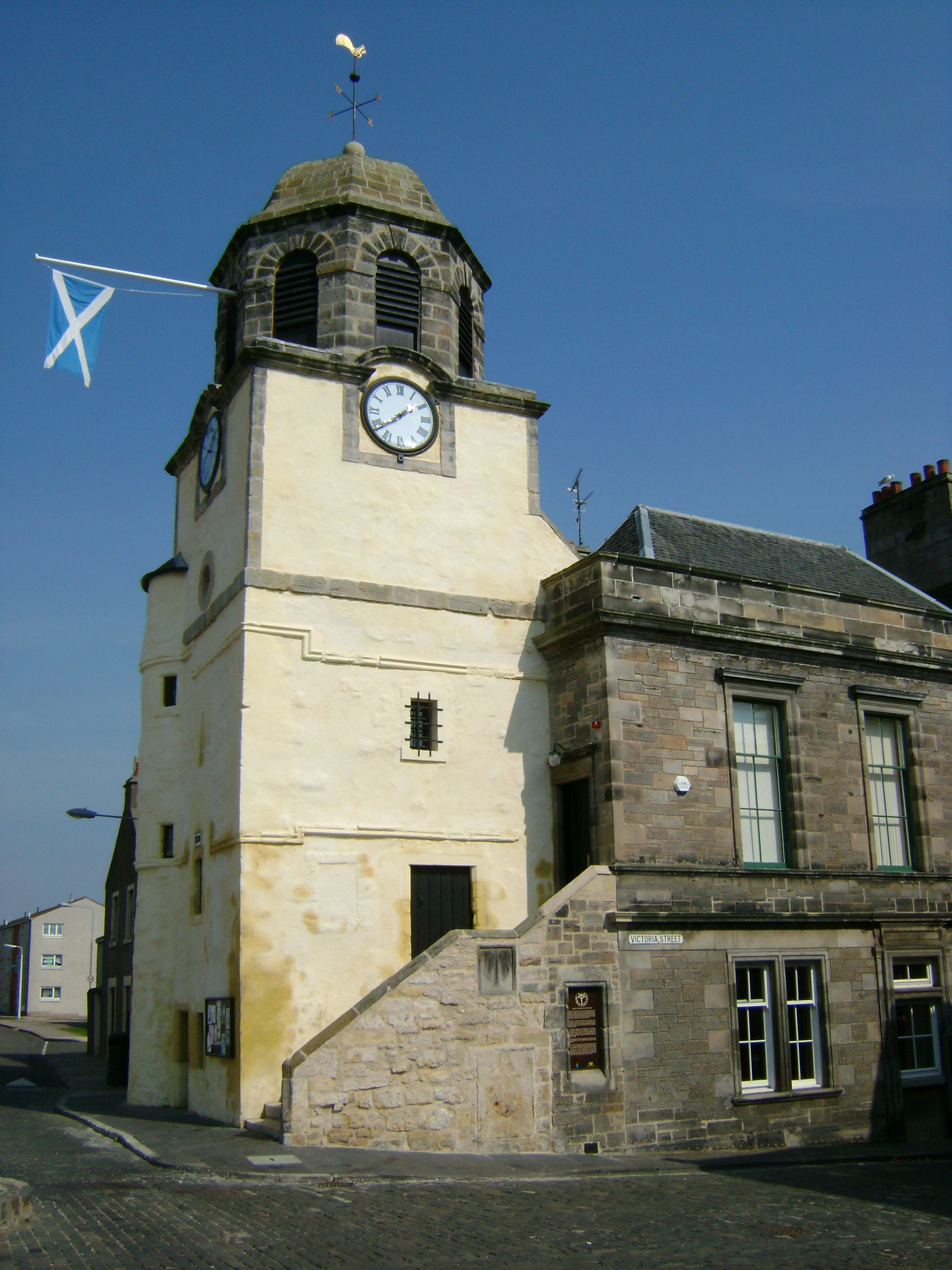
Dysart Tolbooth

L'ensemble de Dysart est une zone de patrimoine conservation area. Elle fut désignée par la création du " Kirkcaldy District Council (KDC)" le 8 mai 1978. Dysart Tolbooth sur la " High Street" (rue haute) érigée en 1576 comme la pièce centrale du cœur historique de Dysart. Elle fut utilisée initialement comme maison des pesages et des mesures (public weigh-in and measures house); comme maison des gardes et occasionnellement comme prison construite en 1617,,. Le bâtiment fut aussi connu pour contenir des explosifs. Quand il fut occupé par les troupes d'Oliver Cromwellen 1651, l'un d'eux fit tomber accidentellement une allumette sur un baril de poudre, abandonné là par un marchand de Dysart causant une explosion, qui souffla le toit,. La partie supérieure du bâtiment fut ensuite reconstruite entre 1733 et 1734 avec un clocher en pierre de taille et un toit ogival en pierre,. L'hôtel de ville voisin fut un temps utilisé pour les réunions du prévôt et du conseil municipal.

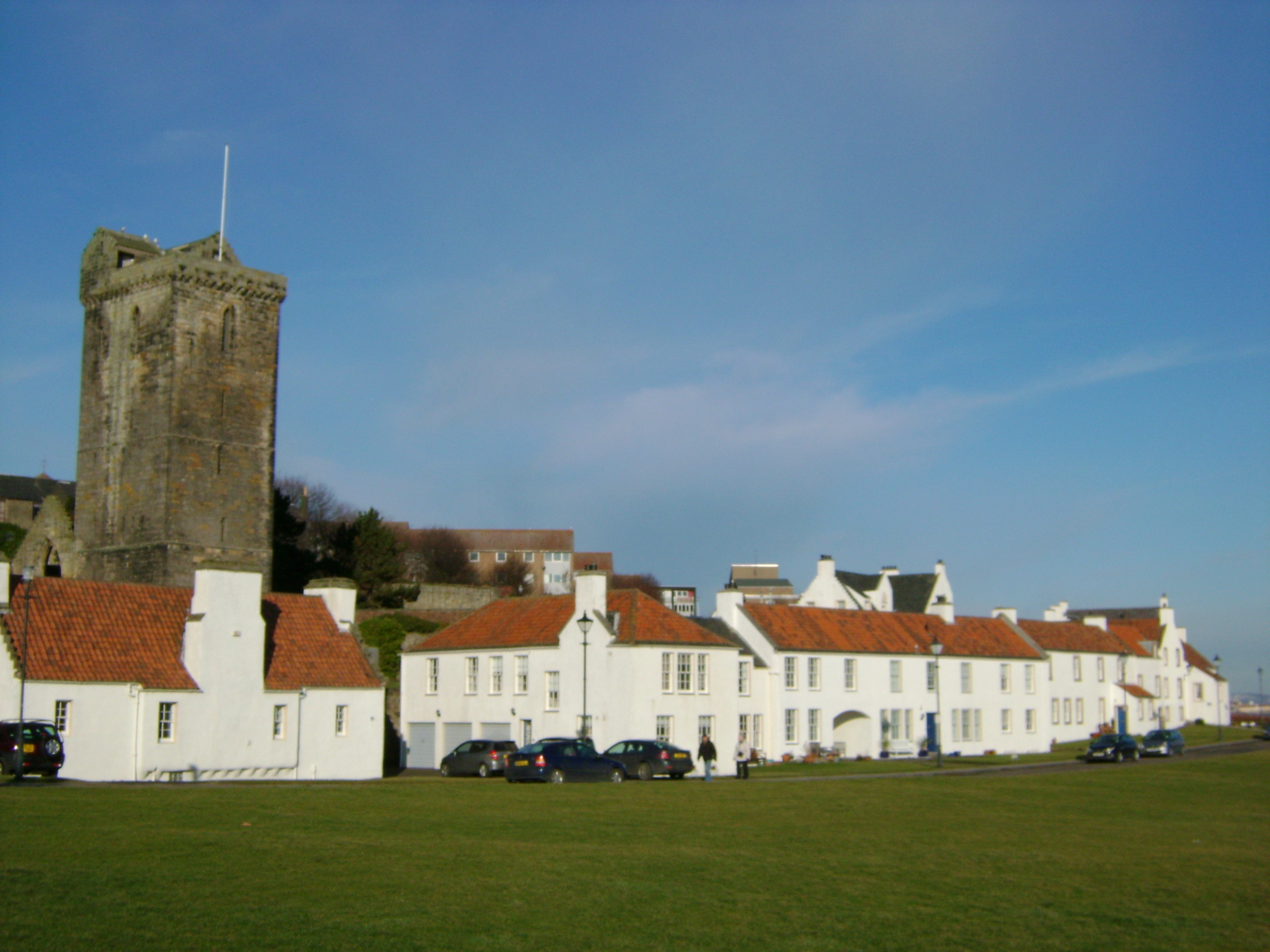
St Serf's tower and Pan Ha'

D'autres monuments de la ville comprennent les demeures peintes du XVIe et XVIIIe siècles du quartier Pan Ha'; La tour à 6 étages de l'église St Serf et le port.
Pan Ha' ou de son nom complet" Pan Haugh" signifie sol bas sur lequel est étalé le sel et donna naissance à l'expression "to carry saut to Dysart" (apporter du sel à Dysart). De nombreuses maisons ont été restaurées par le " National Trust for Scotland" entre 1968 et 1969 dans le cadre du projet "little houses scheme",. Pendant la restauration de l'ancienne Bay Horse Inn (Auberge du cheval bai " à Pan Ha', qui fut autrefois la résidence du fils de Lord Sinclair, deux plafonds de la renaissance écossaise furent découverts et font partie de l'histoire de l’Écosse. La tour de l’Église de St-Serf sur " Shore Road" qui date des environs de 1500, est considérée comme l'un des exemples les plus raffinés des constructions de ce type d’Écosse. C'est la seule partie restante de l'église St Serf qui fut abandonnée en 1802 et fut largement dépouillée pour construire la rue du bord de côte en 1807,.
Le Couvre-chef(headgear) de Francis Colliery est un monument marquant la limite nord de la ville,,.
L'Hôtel de ville de Dysart House où siégeait autrefois le comté de Rossyln, surplombe le port. La première partie de cette maison est le poste le plus au sud construit pour le Général James St Clair entre 1755 et 1756, dont l'architecte Adam Brothers aurait fourni le plan et les pièces de la cheminée. La maison fut ensuite agrandie entre 1808 et 1814 pour inclure de nouvelles ailes en arrière. La maison à trois étages du maitre du port qui est située au niveau du port date de. Elle est connue initialement comme la maison de la côte et était utilisée pour entreposer la cargaison des bateaux qui entraient, avant d'être utilisée comme capitainerie. aujourd'hui, le bâtiment est le siège de la direction des garde-côtes de la Fife ("Fife Countryside and Coast Trust") et possède aussi " bistro", des boutiques et un accès internet.